# Rally Islas Canarias - El Corte Inglés de 2012
El Rally Islas Canarias - El Corte Inglés 2012 fue la edición 36º, la segunda ronda de la temporada 2012 del Intercontinental Rally Challenge y la primera ronda del temporada 2012 del Campeonato de España de Rally. Se celebró del 15 al 17 de marzo y contó con un itinerario de quince tramos sobre asfalto que sumaban un total de 240,92 km cronometrados. Fue también puntuable para el campeonato regional canario.

## Itinerario
| Día   | Tramo | Nombre                      | Distancia | Hora  | Ganador           | Tiempo  | Líder rally       |
| ----- | ----- | --------------------------- | --------- | ----- | ----------------- | ------- | ----------------- |
| Día 1 | SS1   | Guía 1                      | 8.30 km   | 07:53 | Andreas Mikkelsen | 4:19.3  | Andreas Mikkelsen |
| Día 1 | SS2   | Artenara 1                  | 24.67 km  | 08:12 | Andreas Mikkelsen | 15:17.6 | Andreas Mikkelsen |
| Día 1 | SS3   | Tejeda 1                    | 14.31 km  | 09:03 | Andreas Mikkelsen | 8:46.3  | Andreas Mikkelsen |
| Día 1 | SS4   | Guía 2                      | 8.30 km   | 12:16 | Jan Kopecký       | 4:17.3  | Andreas Mikkelsen |
| Día 1 | SS5   | Artenara 2                  | 24.67 km  | 12:35 | Jan Kopecký       | 15:09.2 | Andreas Mikkelsen |
| Día 1 | SS6   | Tejeda 2                    | 14.31 km  | 13:26 | Andreas Mikkelsen | 8:41.9  | Andreas Mikkelsen |
| Día 1 | SS7   | Ingenio                     | 21.29 km  | 17:29 | Jan Kopecký       | 12:37.6 | Andreas Mikkelsen |
| Día 1 | SS8   | Agüimes                     | 22.05 km  | 18:27 | Jan Kopecký       | 12:15.7 | Andreas Mikkelsen |
| Día 1 | SS9   | Gran Canaria                | 1.50 km   | 19:21 | Jan Kopecký       | 1:24.3  | Jan Kopecký       |
| Día 2 | SS10  | Maspalomas 1                | 13.28 km  | 10:28 | Andreas Mikkelsen | 7:03.5  | Andreas Mikkelsen |
| Día 2 | SS11  | San Bartolomé de Tirajana 1 | 21.36 km  | 11:01 | Andreas Mikkelsen | 12:31.9 | Andreas Mikkelsen |
| Día 2 | SS12  | Valleseco 1                 | 16.12 km  | 11:44 | Andreas Mikkelsen | 9:49.5  | Andreas Mikkelsen |
| Día 2 | SS13  | Maspalomas 2                | 13.28 km  | 15:07 | Jan Kopecký       | 7:02.4  | Andreas Mikkelsen |
| Día 2 | SS14  | San Bartolomé de Tirajana 2 | 21.36 km  | 15:40 | Jan Kopecký       | 12:29.8 | Andreas Mikkelsen |
| Día 2 | SS15  | Valleseco 2                 | 16.12 km  | 16:23 | Jan Kopecký       | 9:47.5  | Jan Kopecký       |

## Clasificación final
| Pos.     | Piloto                   | Copiloto          | Automóvil             | Tiempo    | Diferencia | Puntos  |
| General  | General                  | General           | General               | General   | General    | General |
| -------- | ------------------------ | ----------------- | --------------------- | --------- | ---------- | ------- |
| 1.       | Jan Kopecký              | Pavel Dresler     | Škoda Fabia S2000     | 2:21:46.5 | 0.0        |         |
| 2.       | Andreas Mikkelsen        | Ola Fløene        | Škoda Fabia S2000     | 2:22:14.8 | +28.3      |         |
| 3.       | Miguel Ángel Fuster      | Ignacio Aviñó     | Porsche 911 GT3       | 2:24:11.8 | +2:25.3    |         |
| 4.       | Luis Monzón              | José Carlos Deniz | Peugeot 207 S2000     | 2:25:00.1 | +3:13.6    |         |
| 5.       | Sergio Vallejo           | Ramón López       | Porsche 911 GT3       | 2:25:11.7 | +3:25.2    |         |
| 6.       | Sepp Wiegand             | Timo Gottschalk   | Škoda Fabia S2000     | 2:26:18.5 | +4:32.0    |         |
| 7.       | Fernando Capdevila       | David Rivero      | Ford Focus RS WRC '06 | 2:27:41.6 | +5:55.1    |         |
| 8.       | Jonathan Pérez Suárez    | Enrique Velasco   | Peugeot 207 S2000     | 2:29:15.8 | +7:29.3    |         |
| 9.       | Joan Vinyes              | Jordi Mercader    | Suzuki Swift S1600    | 2:30:46.8 | +9:00.3    |         |
| 10.      | Gorka Antxustegui        | Gabriel Suárez    | Suzuki Swift S1600    | 2:31:05.4 | +9:18.9    |         |
| IRC      |                          |                   |                       |           |            |         |
| 1.       | Jan Kopecký              | Pavel Dresler     | Škoda Fabia S2000     | 2:21:46.5 | 0.0        | 25      |
| 2.       | Andreas Mikkelsen        | Ola Fløene        | Škoda Fabia S2000     | 2:22:14.8 | +28.3      | 18      |
| 3. (4.)  | Luis Monzón              | José Carlos Deniz | Peugeot 207 S2000     | 2:25:00.1 | +3:13.6    | 15      |
| 4. (6.)  | Sepp Wiegand             | Timo Gottschalk   | Škoda Fabia S2000     | 2:26:18.5 | +4:32.0    | 12      |
| 5. (8.)  | Jonathan Pérez Suárez    | Enrique Velasco   | Peugeot 207 S2000     | 2:29:15.8 | +7:29.3    | 10      |
| España   |                          |                   |                       |           |            |         |
| 1. (3.)  | Miguel Ángel Fuster      | Ignacio Aviñó     | Porsche 911 GT3       | 2:24:11.8 | 0.0        | 52.5    |
| 2. (4.)  | Luis Monzón              | José Carlos Deniz | Peugeot 207 S2000     | 2:25:00.1 | +3:13.6    | 45      |
| 3. (5.)  | Sergio Vallejo           | Ramón López       | Porsche 911 GT3       | 2:25:11.7 | +3:25.2    | 40.5    |
| Canarias |                          |                   |                       |           |            |         |
| 1. (4.)  | Luis Monzón              | José Carlos Deniz | Peugeot 207 S2000     | 2:25:00.1 | 0.0        |         |
| 2. (7.)  | Fernando Capdevila       | David Rivero      | Ford Focus RS WRC '06 | 2:27:41.6 | +2:41.5    |         |
| 3. (11.) | José María Ponce Anguita | Carlos Larrodé    | BMW M3 E30            | 2:27:41.6 | +6:48.7    |         |

| Predecesor: - | España 2012 | Sucesor: Cantabria 2012 |